# Brachioppia cuscensis
Brachioppia cuscensis är en kvalsterart som beskrevs av Hammer 1961. Brachioppia cuscensis ingår i släktet Brachioppia och familjen Oppiidae. Inga underarter finns listade.